# Friedrich Adolf Sorge

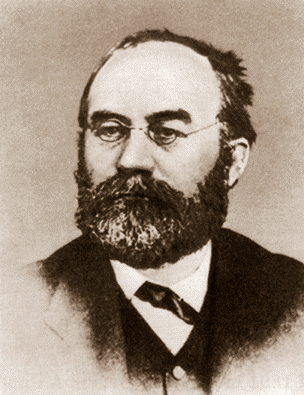
Friedrich Adolph Sorge

Friedrich Adolf (Adolph) Sorge (* 9. November 1828 in Bethau bei Torgau, Sachsen; † 26. Oktober 1906 in Hoboken (New Jersey), USA) war ein deutscher Musiklehrer, Revolutionär und Kommunist und langjähriger Briefpartner von Karl Marx und Friedrich Engels.

## Revolutionskämpfe in Deutschland
Sein Vater, ein lutherischer Pfarrer, unterrichtete ihn schon frühzeitig. In Halle an der Saale besuchte er ab Ende 1842 eine Einrichtung zur Ausbildung zum Lehrer. Im Jahr 1848 beteiligte er sich an der Deutschen Revolution. Er floh vor den preußischen Truppen im Frühjahr 1849 in die Schweiz. Zur Zeit der Reichsverfassungskampagne hielt er sich in Baden auf, wo er sich August Willich und seinen Freiwilligen anschloss.
Während dieser Kämpfe der badischen Revolution begegnete er 1849 auch Johann Philipp Becker und Friedrich Engels. Wieder floh er in die Schweiz und reiste nach Genf. Hier traf er mit Wilhelm Liebknecht zusammen. Nachdem er 1851 die Schweiz verlassen musste, ging er nach Belgien. 1852 reiste er nach London weiter, wo er Karl Marx besuchte.

## Tätigkeiten in den USA
Im gleichen Jahr begab er sich in die USA und betätigte sich dort als Musiklehrer. Im Jahre 1857 war er Mitbegründer des Kommunistischen Klubs von New York City.  Am 24. Juni 1857 erhielt er die amerikanische Staatsbürgerschaft. Ein Jahr später wurde er zum Präsidenten des Klubs gewählt. Eines der Ziele des Klubs bestand in der Bekämpfung der Sklaverei. Eine Sektion der Internationalen Arbeiterassoziation (IAA) gründete er 1867. 
In New York City beteiligt er sich 1867 maßgeblich an der Verschmelzung des Kommunistischen Klubs mit dem Allgemeinen Deutschen Arbeiterverein zur Sozialen Partei, die aber nur kurze Zeit bestand. Zum Ende des Jahres 1869 kam es zur Neugründung des Allgemeinen Deutschen Arbeitervereins. Dieser trat der National Labor Union bei. Im Dezember 1869 wurde der Verein Mitglied in der IAA.
Sorge widmete sich fortan immer mehr dem Ausbau der IAA in den USA. Im Dezember 1870 wurde er ins Zentralkomitee der IAA gewählt. Im Dezember 1871 gehörte er dem Föderalrat der IAA der USA an. In dieser Funktion vertrat er die Föderation der USA 1872 auf dem Kongress der IAA in Den Haag. Als der Generalrat der IAA nach den USA verlegt wurde, übernahm er die Funktion des Sekretärs, die er bis zum 25. September 1874 wahrnahm.

## Gründung einer Arbeiterpartei und Arbeiten  als Schriftsteller
Von 1875 bis 1876 war er bemüht, die verschiedenen sozialdemokratischen Gruppen und Organisationen in den USA zu vereinen. So wurde 1876 in Philadelphia die Workmen's Party of America gebildet, die sich ein Jahr später in Socialist Labor Party umbenannte. Sein Einfluss führte dazu, dass diese Partei sich weitgehend an der IAA orientierte. Als aber der Einfluss der linksextremen Tendenzen sich in der Organisation der Arbeiter mehrte, zog er sich aus der unmittelbaren politischen Arbeit zurück. 
In den folgenden Jahren, besonders von 1890 bis 1904, verfasste er einige historische Schriften und betätigte sich als Journalist für die Zeitung  Die Neue Zeit. Seit 1871 stand er im regen Briefverkehr mit Friedrich Engels und Karl Marx. Bis 1895 verfasste er 147 Briefe, die heute bekannt sind. In den Bänden 33 bis 39 der Marx-Engels-Werke wurden von 1966 bis 1968 in Berlin zahlreiche Briefe veröffentlicht.    
Er war der Großonkel von Richard Sorge (1895–1944).

## Schriften
- Die Präsidentenwahl in den Vereinigten Staaten. In: Die neue Zeit. Revue des geistigen und öffentlichen Lebens. 15.1896-97, 1. Bd.(1897), Heft 1, S. 10–19
- Die Präsidentenwahl in den Vereinigten Staaten. In: Die neue Zeit. Revue des geistigen und öffentlichen Lebens. 15.1896-97, 1. Bd.(1897), Heft 2, S. 54–58
- Die Präsidentenwahl in den Vereinigten Staaten. In: Die neue Zeit. Revue des geistigen und öffentlichen Lebens. 15.1896-97, 1. Bd.(1897), Heft 3, S. 81–87
- Aus den Vereinigten Staaten. In: Die neue Zeit. Revue des geistigen und öffentlichen Lebens. 15.1896-97, 1. Bd.(1897), Heft 5, S. 142–148
- Aus den Vereinigten Staaten. In: Die neue Zeit. Revue des geistigen und öffentlichen Lebens. 15.1896-97, 1. Bd.(1897), Heft 6, S. 177–182
- Briefe aus Nordamerika, in: Die Neue Zeit, 1890/91
- Die Arbeiterbewegung in den Vereinigten Staaten bis 1850, in: Die Neue Zeit, 1890/91 (es folgte eine Fortsetzung in mehreren Beiträgen)
- Schulgesang Unterricht. (Abdruck aus: Musikalisches Wochenblatt. Leipzig, vom 4.  und 11. Februar 1892). F. W. Fritzsch, Leipzig 1892
- Aus den Vereinigten Staaten, in: Die Neue Zeit, 1895/96
- Erinnerungen eines Achtundvierzigers, in: Die Neue Zeit, 1898/99
- Zum 14. März (Todestag von Karl Marx), in: Die Neue Zeit 1902/03
- Frauen- und Kinderarbeit in den Vereinigten Staaten, in: Die Neue Zeit 1903/04
- Socialism and the Worker, London 1906
- Briefe und Auszüge aus Briefen von Joh. Phil. Becker, Jos. Dietzen, Friedrich Engels u.A. an F. A. Sorge und Andere. J. H. W. Dietz Nachfolger, Stuttgart 1906. Archiv.org.
- Morris Hillquit: Geschichte des Sozialismus in den Vereinigten Staaten. Autorisierte Übersetzung von Karl Müller-Wernberg. Eingeführt von F. A. Sorge. J. H. W. Dietz Nachfolger, Stuttgart 1906 (Internationale Bibliothek Bd. 39)

## Ehrungen
Ihm zu Ehren erhielt am 1. März 1988 in der Nationalen Volksarmee das Bataillon „Funkelektronischer Kampf 3“ in Eilenburg (Sachsen) den Namen „Friedrich Adolph Sorge“. In Dresden ist eine Straße nach ihm benannt.